# دراشتي دامي
دراشتي دامي (بالغوجاراتية: દ્રષ્ટિ ધામી) هي ممثلة، عارضة أزياء، مقدمة برامج تلفزيونية وراقصة هندية. ولدت في 10 كانون الأول 1985 قامت دراشتي بعدة أدوار في مسلسلات مثل ديل ميل غايا، غيت- هوي سابسي بارايي، مادهوبالا- إيك إيشك إيك جنون وملك وملكة - إيك تا راجا أيك تي رانو.-ومسلسل «يغمرني الشوق» ومسلسل «العلاقات المتغيرة».

## الحياة المهنية
بدأت دامي حياتها المهنية كعارضة أزياء في الإعلانات التلفزيونية قبل ظهورها لأول مرة في صناعة الترفيه وذلك في شريط الفيديو سيان ديل مين آنا ري. أول دور لها كان في مسلسل النجوم الأول ديل ميل غايا، حيث مثلث دور الدكتورة موسكان، وبعدها، ظهرت في مسلسل غيت - هوي سابسي بارايي.
لدا دامي أيضا ظهور قصير من خلال أدائها رقصة في 'نا بولي توم نا مين كوش كاها. ومن ثم، لعبت الدور الرئيسي في المسلسل التلفزيوني مادهوبالا- إيك إيشك إيك جنون من 2012-2014. كما أنها هي الفائزة بالموسم السادس من برنامج تلفزة الواقع للرقص الهندي جالاك ديكهلا جا، جنبا إلى جنب مع مصمم الرقص سلمان يوسف خان. في يونيو 2014، قدمت دامي الموسم السابع من برنامج جهالاك ديكهلا جا. ثم عادت وصورت دور راني غاياتري وسافيتري في المسلسل الذي عرض على تلفزيون زي إيك تا راجا إيك تي راني.
قامت عام 2016 بأداء دور في سلسلة عُرضت على شبكة الإنترنت تسمى «أنا لا أشاهد التلفاز»، ثم بثت على إحدى منصات شبكة الإنترنت مع العديد من المشاهير التلفزيونيين.

## الحياة الشخصية
دراشتي دامي هي اخت زوج سوهاسي غوراديا دامي وهي من أعز أصدقاء الممثلة سنايا إيراني.
زوج دراشتي دامي الحالي هو نيراج خيمكا 

## قائمة الأعمال التلفزيونية
| السنة     | اسم المسلسل       | الدور                              | اللغة   | القناة    |
| --------- | ----------------- | ---------------------------------- | ------- | --------- |
| 2007–2009 | ديل ميل غايا      | الدكتورة موسكان شادا               | الهندية | ستار وان  |
| 2010-2011 | غيت               | غيت هاندا/غيت مان سينغ كورانا      | الهندية | ستار وان  |
| 2012-2014 | مدهوبالا/حياة     | مادهوبالا ريشاب كوندرا/راجا كوندرا | الهندية | كولور     |
| 2015-2016 | ملك وملكة         | غاياتري سيث/راني غاياتري وسافيتري  | الهندية | زي تي في  |
| 2016-2017 | يغمرني الشوق      | نينا باترا/ نينا راغاف ميهرا       | الهندية | ستار بلاس |
| 2018-2019 | العلاقات المتغيرة | نانديني ثاكور                      | الهندية | سنتر بلاس |

## الجوائز
| السنة | الجائزة                | العرض التلفزيوني              | الفئة                                            | النتيجة |
| ----- | ---------------------- | ----------------------------- | ------------------------------------------------ | ------- |
| 2011  | جوائز زي غولد          | Geet - Hui Sabse Parayi       | أكثر جودي محتفل به (تشاركتها مع جورميت تشودهاري) | فوز     |
| 2011  | جوائز بيغ تيليفيجين    | Geet - Hui Sabse Parayi       | شخصية رانجيلا                                    | رُشِّح     |
| 2012  | جوائز تيلي الهندية     | Geet - Hui Sabse Parayi       | أفضل ثنائي على الشاشة مع غورمييت تشودهاري        | رُشِّح     |
| 2012  | جوائز بيتال الذهبية    | Madhubala - Ek Ishq Ek Junoon | أكثر لوكبريا نايا ساداسيا للإناث                 | فوز     |
| 2012  | جوائز بيتال الذهبية    | Madhubala - Ek Ishq Ek Junoon | أكثر سانسكاري فياكتيتفا                          | رُشِّح     |
| 2013  | جوائز تيلي الهندية     | Madhubala - Ek Ishq Ek Junoon | أفضل ممثلة في دور رئيسي                          | رُشِّح     |
| 2013  | جوائز تيلي الهندية     | Madhubala - Ek Ishq Ek Junoon | أفضل جودي (تشاركتها مع فيفيان دسينا)             | فوز     |
| 2013  | جوائز بيتال الذهبية    | Madhubala - Ek Ishq Ek Junoon | أفضل جودي                                        | فوز     |
| 2013  | جوائز بيتال الذهبية    | Madhubala - Ek Ishq Ek Junoon | أكثر وجه لوكبريا للإناث                          | رُشِّح     |
| 2013  | جوائز بيغ ستار للترفيه | Madhubala - Ek Ishq Ek Junoon | أكثر ممثلي بيغ ستار التلفزيونيات ترفيهاً - للإناث | رُشِّح     |
| 2014  | جوائز نجم النقابة      | Madhubala - Ek Ishq Ek Junoon | أفضل ممثلة في سلسلة درامية                       | فوز     |
| 2014  | جوائز زي غولد          | Madhubala - Ek Ishq Ek Junoon | أفضل ممثلة - النقاد                              | فوز     |
| 2014  | جوائز تيلي الهندية     | Madhubala - Ek Ishq Ek Junoon | أفضل ممثلة في دور رئيسي                          | رُشِّح     |
| 2015  | جوائز زي ريشتي         | Ek Tha Raja Ek Thi Rani       | بيتي المفضلة                                     | فوز     |
| 2015  | جوائز زي ريشتي         | Ek Tha Raja Ek Thi Rani       | باتي-باتني ريشتا المفضلة                         | رُشِّح     |
| 2015  | جوائز زي ريشتي         | Ek Tha Raja Ek Thi Rani       | ساس-باهو ريشتا المفضلة                           | رُشِّح     |
| 2015  | جوائز زي ريشتي         | Ek Tha Raja Ek Thi Rani       | باهو المفضلة                                     | رُشِّح     |

## وصلات خارجية
- دراشتي دامي على موقع IMDb (الإنجليزية)